# 高翔苑

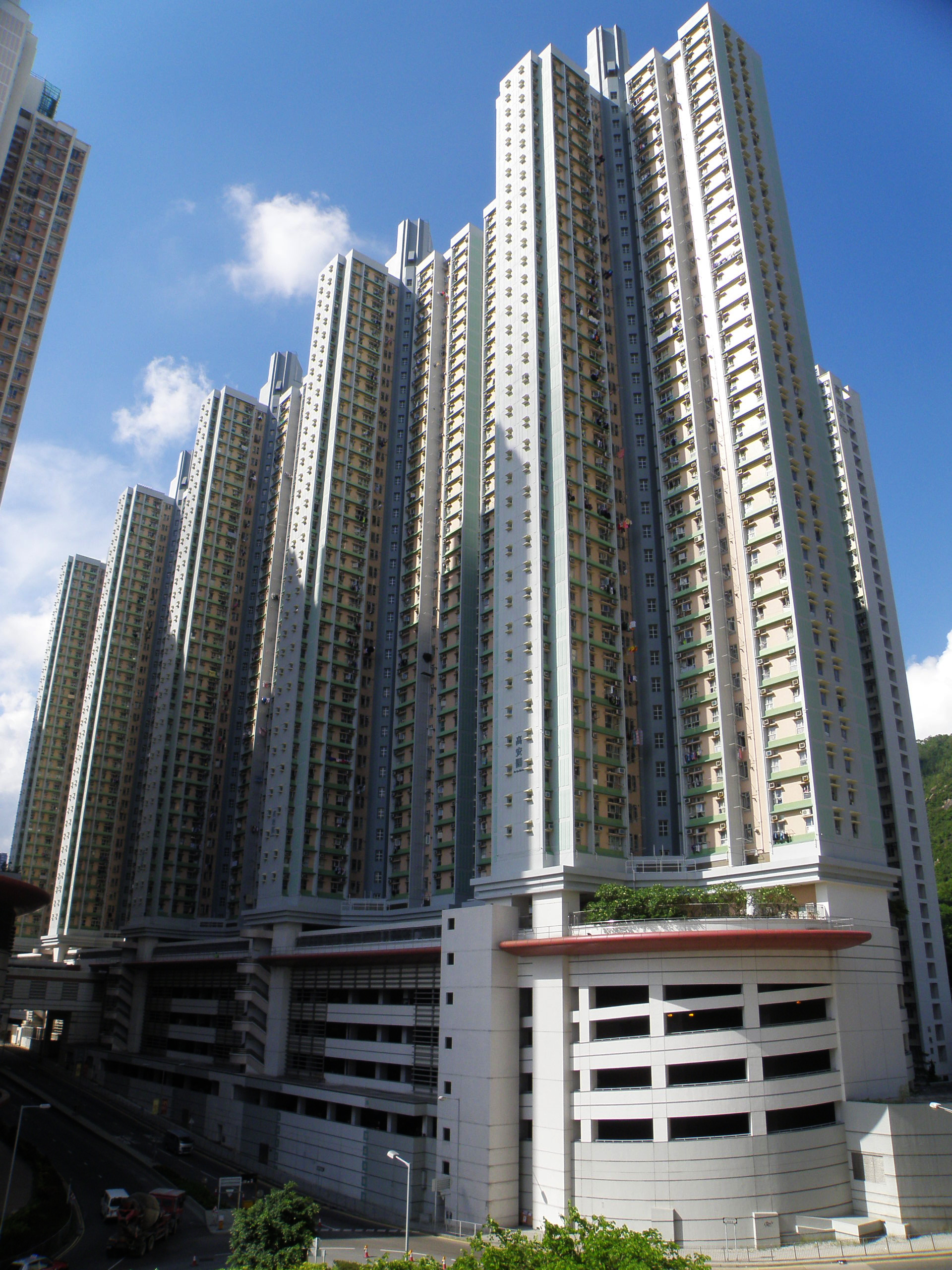
高翔苑

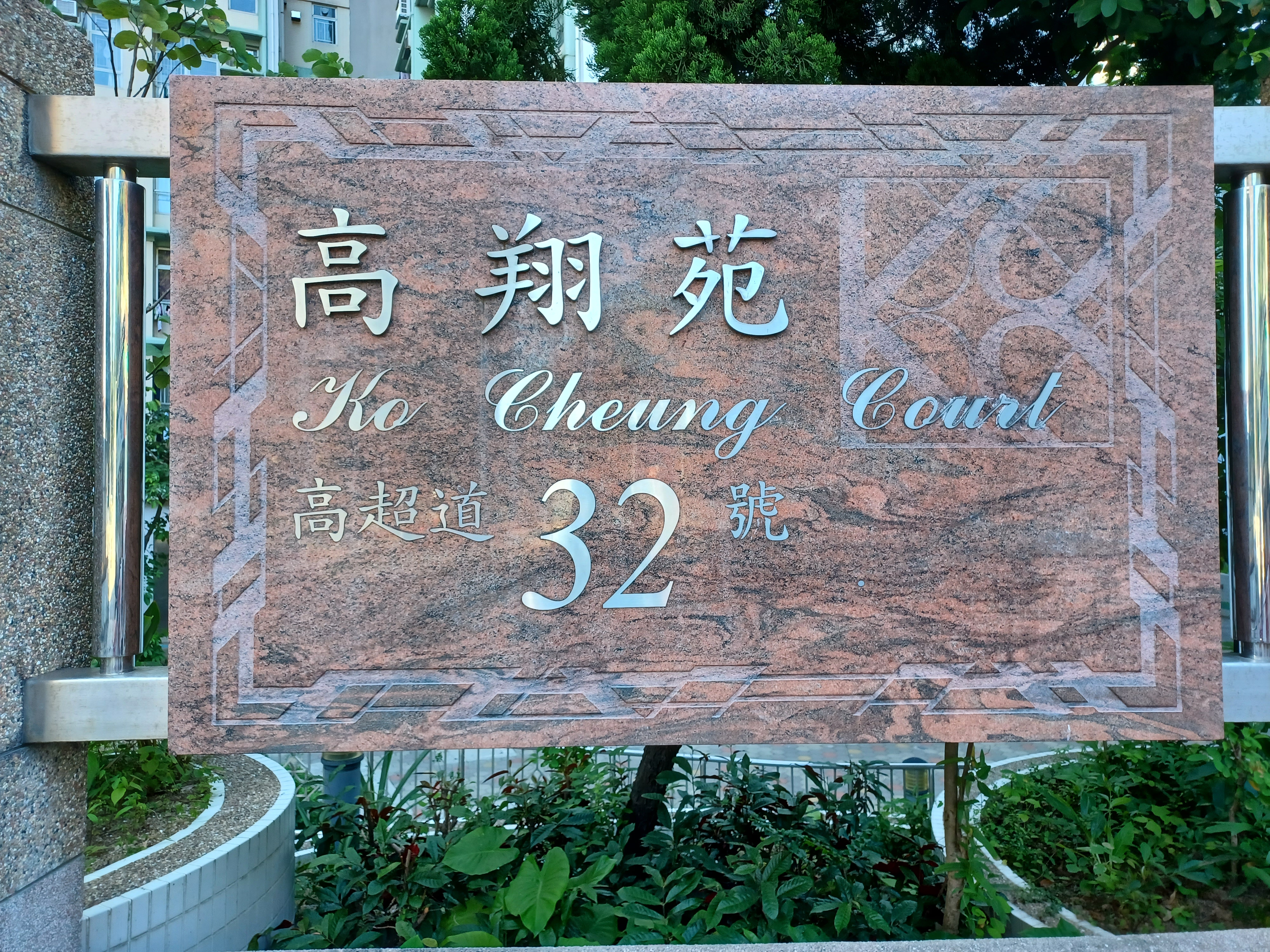
高翔苑牌坊

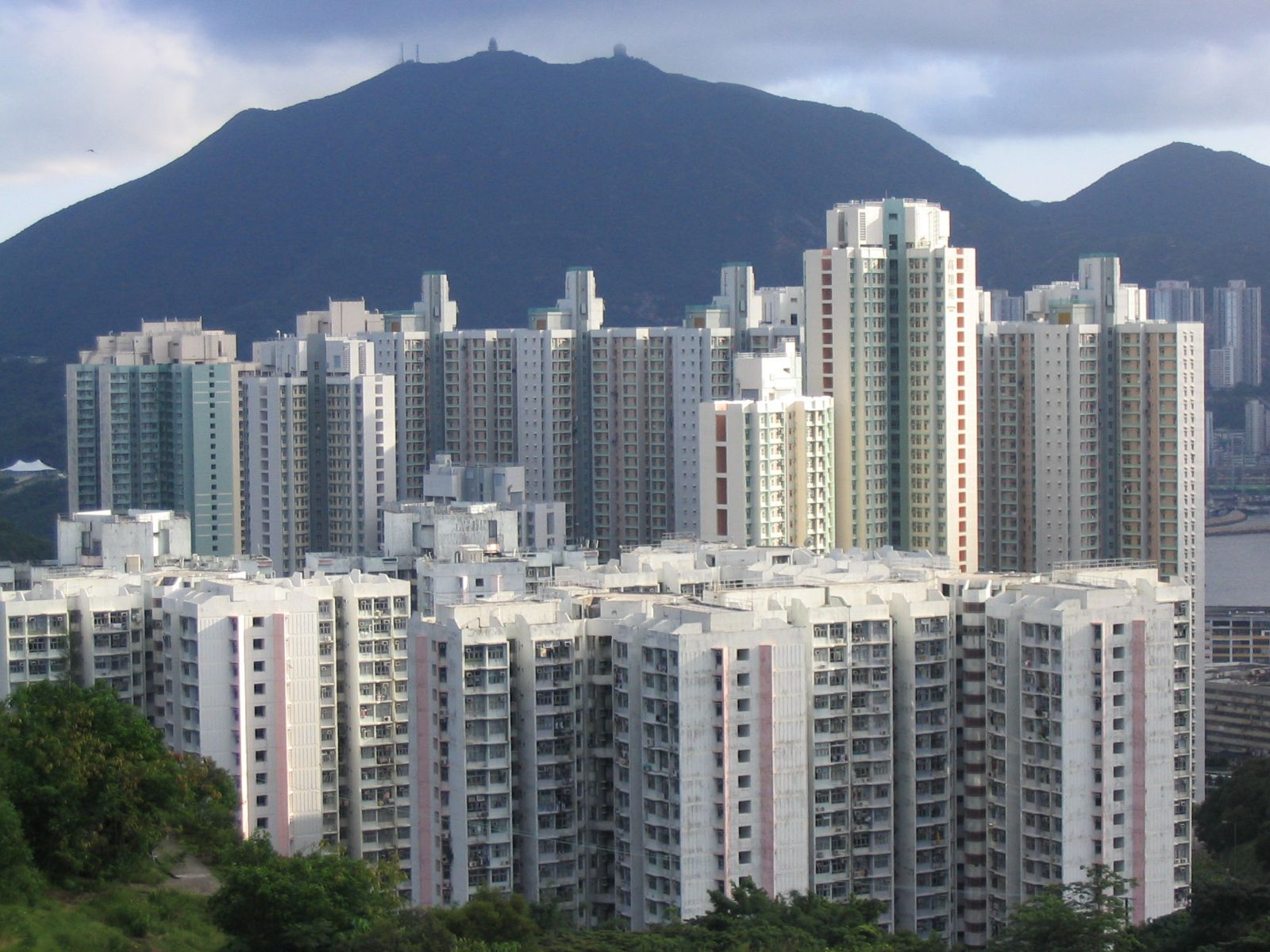
遠眺高翔苑（2005年）

高翔苑（英語：Ko Cheung Court）是香港九龍觀塘區的一個政府宿舍及公共屋邨，位於油塘高超道32號，於2002年及2004年竣工。屋苑原本屬於居屋，但由於當時正值停售居屋，屋苑沒有發售，曾經更丟空一段時間。2005年房委會及房屋署將1,800個新十字型居屋單位改作出租公屋；其餘1,000個單位連同油美苑1992個康和式居屋單位，以19億7千7百萬元代價售予財政司司長法團（代表政府），被改為政府宿舍，高飛閣2005年6月入伙。現由翔俊有限公司負責管理。

## 歷史
高翔苑前身為高超道邨第1座、第1A座及第2座，在1973年落成，1996年清拆重建。
該屋苑分為新十字型及康和式兩款設計，兩者都本來計劃以居屋形式出售。但現時新十字型為出租公屋。康和式被改為政府宿舍（一半警察宿舍，另外亦有單位分配給海關關員、消防員、懲教處人員及救護員）。

## 樓宇
| 樓宇名稱（座號） | 樓宇類型                    | 落成年份 | 層數 | 每層伙數 | 每座單位數目（伙） | 承建商   | 提供升降機的廠商  | 現時用途 | 支配部門   |
| ---------------- | --------------------------- | -------- | ---- | -------- | ------------------ | -------- | ----------------- | -------- | ---------- |
| 高飛閣（A座）    | 康和一型第一款              | 2002年   | 40   | 8        | 320                | 正宏工程 | 東芝              | 政府宿舍 | 警務處為主 |
| 高鳳閣（B座）    | 康和二型第一款              | 2002年   | 30   | 6        | 180                | 正宏工程 | 東芝              | 政府宿舍 | 警務處為主 |
| 高安閣（C座）    | 新十字型 （1999年改良版本） | 2002年   | 36   | 10       | 360                | 保華建業 | 英國通用電氣-捷運 | 出租公屋 | （不適用） |
| 高瑞閣（D座）    | 新十字型 （1999年改良版本） | 2002年   | 36   | 10       | 360                | 保華建業 | 英國通用電氣-捷運 | 出租公屋 | （不適用） |
| 高麒閣（E座）    | 新十字型 （1999年改良版本） | 2002年   | 36   | 10       | 360                | 保華建業 | 英國通用電氣-捷運 | 出租公屋 | （不適用） |
| 高麟閣（F座）    | 新十字型 （1999年改良版本） | 2002年   | 36   | 10       | 360                | 保華建業 | 英國通用電氣-捷運 | 出租公屋 | （不適用） |
| 高恆閣（G座）    | 新十字型 （1999年改良版本） | 2002年   | 36   | 10       | 360                | 保華建業 | 英國通用電氣-捷運 | 出租公屋 | （不適用） |
| 高靜閣（H座）    | 康和一型第一款              | 2004年   | 40   | 8        | 320                | 正宏工程 | 東芝              | 政府宿舍 | 海關       |
| 高康閣（J座）    | 康和二型第一款              | 2004年   | 30   | 6        | 180                | 正宏工程 | 東芝              | 政府宿舍 | 消防處     |

屋苑內附設垃圾收集站，由保華建業承建。另外，升降機塔採用東芝公司製造的升降機產品。

## 福利設施
- 香港小童群益會賽馬會油塘青少年綜合服務中心 （页面存档备份，存于）（位於高翔苑停車場大樓3樓1號）

## 區議會議席分布
| 範圍／年度                             | 2004-2007      | 2008-2011  | 2012-2015  | 2016-2019  | 2020-2023 |
| -------------------------------------- | -------------- | ---------- | ---------- | ---------- | --------- |
| 高飛閣及高鳳閣                         | 油塘四山東選區 | 油塘東選區 | 油塘東選區 | 油塘東選區 | 俊翔選區  |
| 高靜閣及高康閣                         | 油塘四山東選區 | 油塘東選區 | 油塘東選區 | 翠翔選區   | 俊翔選區  |
| 高安閣、高瑞閣、高麒閣、高麟閣及高恆閣 | 油塘四山東選區 | 油塘中選區 | 翠翔選區   | 翠翔選區   | 俊翔選區  |

## 事件

### 2020年1月13日屍體發現案
2020年1月13日早上，一名男子被發現倒臥於高翔苑高康閣對開，救護人員到場證實男子已經死亡，警方封鎖現場，稱找到一個深色背囊、一張地盤工作證、工具和一副眼鏡，其後警方指死因並無可疑。不過，當日網上同時流傳一段短片，懷疑是事主墮樓時的情況，只見當時事主頭下腳上，然後從大廈高層的狹窄氣窗「緩緩」跌出窗外，空翻落樓。網民質疑事件另有內情，提出不少疑點，甚至懷疑事主究竟是否「被自殺」
- 墮樓氣窗狹窄兼位於高處，事主無理由捨易取難在此跳樓。
- 跳樓姿勢頭下腳上非常古怪，令人關注是否被「推落街」。
- 男事主墮樓猛撞向石屎物時毫無反應，似早已失去知覺。
- 男事主墮樓時身上無背囊，墮樓後身邊卻有背囊。
- 男事主獨自乘升降機到大廈高層後10分鐘才墮樓，期間發生甚麼事情？
- 為甚麼並非居於上址的男事主，要特意到上址？

及後，警方回應短片，讉責拍片者在宿舍「長期拍攝，懷疑偷窺」，又稱「警方作出調查，安排拘捕拍片者」。